# Friedrich-Moebus-Stadion
Das Friedrich-Moebus-Stadion ist ein Fußballstadion mit Leichtathletikanlage in Bad Kreuznach.
Die Anlage ist Austragungsort der Heimspiele der SG Eintracht Bad Kreuznach, die derzeit im Landesverband Südwest in der Verbandsliga Südwest spielt.
Die Anlage ist Austragungsort der Heimspiele der MTV WARRIORS Bad-Kreuznach, die derzeit im Landesverband AFV-RLP in der Verbandsliga spielt.
Als das Friedrich-Moebus-Stadion am 11. Mai 1965 eröffnet wurde, hatte es eine Kapazität von 15.000 Plätzen. Später war es für 20.000 Zuschauer, heute für 10.000 Zuschauer zugelassen. Die Plätze sind allesamt nicht überdacht. Allerdings ist der Zuspruch derzeit lediglich im dreistelligen Bereich. 
In den letzten Jahren wurde das Stadion saniert und die Stadt Bad Kreuznach ersetzte anlässlich der Fußball-Weltmeisterschaft 2006 die alten Holzbänke auf der Tribüne durch moderne Sitzschalen, um sich als Trainingsort für einen WM-Teilnehmer bewerben zu können. Allerdings blieb man mit der Bewerbung erfolglos.
Rund um das Stadion befinden sich außerdem ein weiterer Rasenplatz, ein Kombi-Rasen-Feld, zwei Hartplätze, diverse Leichtathletikanlagen, Übungsfelder für Faustball, Volleyball, Handball und Tennisplätze, die auch vom Verein genutzt werden.
Das Stadion ist benannt nach Friedrich Moebus, einem in Bad Kreuznach geborenen Diplom-Ingenieur. Er vermachte der Stadt bei seinem Tod seinen gesamten Immobilien- und Barbesitz mit der Auflage, einen Rasensportplatz zu errichten.